# Scheemda
Scheemda (en groninguès, Scheemde) és un municipi de la província de Groningen, al nord dels Països Baixos. L'1 de gener del 2009 tenia 14.159 habitants repartits sobre una superfície de 117,46 km² (dels quals 3,07 km² corresponen a aigua). L'u de gener de 2010, juntament amb els municipis de Winschoten i Reiderland es va fusionar en el municipi d'Oldambt.

## Nuclis de població
Heiligerlee, Midwolda, Nieuw-Scheemda, Nieuwolda, Oostwold, Scheemda, ’t Waar i Westerlee.

## Administració i eleccions
| Municipals 2006 | Municipals 2006 | Municipals 2006 |
| --------------- | --------------- | --------------- |
| Partit          | %               | Regidors        |
| PvdA            | 37,4            | 6               |
| CDA             | 17,8            | 3               |
| VVD             | 11,2            | 2               |
| VCP *           | 10,0            | 1               |
| SP              | 9,4             | 1               |
| ChristenUnie    | 7,3             | 1               |
| GroenLinks      | 6,8             | 1               |
| Total           | 64              | 15              |

| Tweede Kamerverkiezingen 2003 | Tweede Kamerverkiezingen 2003 |
| ----------------------------- | ----------------------------- |
| Partit                        | %                             |
| PvdA                          | 46,0                          |
| CDA                           | 22,2                          |
| VVD                           | 10,4                          |
| SP                            | 6,9                           |
| GroenLinks                    | 3,7                           |
| LPF                           | 3,4                           |
| ChristenUnie                  | 3,1                           |
| D66                           | 2,4                           |
| SGP                           | 0,2                           |
| Total                         | 83,2                          |

*  VCP = Verenigde Communistische Partij, és una escissió del NCPN